# Capasa agalma
Capasa agalma är en fjärilsart som beskrevs av Louis Beethoven Prout 1922. Capasa agalma ingår i släktet Capasa och familjen mätare. Inga underarter finns listade i Catalogue of Life.